# 6433 Enya
6433 Enya eller 1978 WC är en asteroid i huvudbältet som upptäcktes den 18 november 1978 av den tjeckiske astronomen Antonín Mrkos vid Kleť-observatoriet i Tjeckien. Den är uppkallad efter den irländska sångerskan och låtskrivaren Enya.
Asteroiden har en diameter på ungefär 7 kilometer.